# Sacrilegio (obra de teatro)
Sacrilegio. Auto para siluetas es una obra de teatro escrita por Ramón María del Valle-Inclán.

## Argumento
La pieza gira en torno a un grupo de bandoleros enfrentados a uno de ellos, El Sordo de Triana, al que acusan de traidor. Está condenado a muerte por los que fueron los suyos. Pide confesión, y el Padre Veritas finge ser sacerdote para simular el sacramento. Pero el capitán acaba antes con la vida de El Sordo.

## Personajes
- El Sordo de Triana
- Padre Veritas
- Pinto Viroque
- Vaca Rabiosa
- Carifancho
- Patas Largas
- El Capitán

## Publicaciones y Representaciones
La obra se publicó en 1927. Ese mismo año, el autor la incluyó en la recopilación Retablo de la avaricia, la lujuria y la muerte.
En 1995 José Luis Gómez puso la función en escena, en gira por España finalizando en el Teatro de La Abadía de Madrid, junto a tres de las otras cuatro piezas que componen el Retablo de la avaricia, la lujuria y la muerte, con Pedro Casablanc (El Sordo), Joaquim Candeias - luego susituido por Pepe Viyuela - y Alberto Jiménez (Padre Veritas).